# Anne+
ANNE+ est une web-série néerlandaise développée par BNNVARA et produite par Millstreet Films.

## Synopsis
Anne est une lesbienne d'une vingtaine d'années qui part vivre seule à Amsterdam. Au cours de son premier week-end dans sa nouvelle maison, elle se remémore sa vie amoureuse mouvementée pendant ses études et réfléchit à la façon dont les différentes filles qu'elle a fréquentées et ses relations l'ont façonnée pour devenir la personne qu'elle est désormais. Chaque épisode de la première saison tourne autour d'Anne et d'une autre personne.

## Production
La première saison est produite grâce à un financement participatif.

## Distribution

### Acteurs principaux
| Acteur / Actrice       | Personnage       | Épisodes   | Épisodes        |
| Acteur / Actrice       | Personnage       | Saison 1   | Saison 2        |
| ---------------------- | ---------------- | ---------- | --------------- |
| Hanna van Vliet        | Anne Verbeek     | 1-6        | 1-8             |
| Eline van Gils         | Lily             | 1 et 6     | 1-4, 7 et 8     |
| Sharai Rodrigues       | Janna            | 2          | -               |
| Djamila Landbrug       | Sofie            | 3          | -               |
| Kirsten Mulder         | Esther           | 4          | 5               |
| Jouman Fattal          | Sara             | 5          | 3-8             |
| Jade Olieberg          | Jip              | 1,2,3 et 5 | 1, 2, 4, 6–8    |
| Amy van der Weerden    | Daantje          | 1–3 et 5   | 6 et 8          |
| Alex Hendrickx         | Casper           | 1, 2 et 4  | 1, 5, 6 et 8    |
| Huib Cluistra          | Teun             | 1–3 et 5   | 7 et 8          |
| Niels Gooijer          | Mark             | 2          | -               |
| Sarah Janneh           | Lotte            | 4          | 5               |
| Joy Wielkens           | Noa              | 4          | 5               |
| Flip Zonne Zuijderland | Doris            | 1          | 1, 2, 4 et 7    |
| Valentijn Benard       | Oscar            | -          | 1, 2, 4, 6 et 7 |
| Laura Goméz            | Cecilia Castillo | -          | 5 et 6          |
| Jacqueline Blom        | Liesbeth         | 6          | 1, 3 et 8       |
| Hein van der Heijden   | Jos Verbeek      | 6          | 1, 3 et 8       |

## Épisodes

### Première saison (2018)
1. Anne+ Lily
2. Anne+ Janna
3. Anne+ Sofie
4. Anne+ Esther
5. Anne+ Sara
6. Anne+

### Deuxième saison (2020)
1. Lily + Doris
2. Jip + Maya
3. Jos + Liesbeth
4. Sara + Anne
5. Esther + Noa
6. Casper + Daantje
7. Teun + Max
8. Anne+

## Diffusion
La première de la série a lieu le 30 septembre 2018 lors du Festival du cinéma néerlandais d'Utrecht. La série est diffusée sur la chaîne néerlandais NPO 3. La première saison est ensuite diffusée sur Youtube à partir du 30 septembre 2018 et la deuxième à partir du 3 mars 2020,. En mars 2021, la série apparaît sur Netflix aux Pays-Bas et en Belgique.
En Amérique du Nord, la première a lieu au festival du film de Tribeca en 2019,. La diffusion de la première saison, initialement prévue pour 2018, a finalement lieu sur YouTube en 2020,.

## Film
Le 14 octobre 2021, une suite cinématographique sort dans les cinémas néerlandais. Le film est ensuite disponible sur Netflix dans 190 pays à partir du 11 février 2022. Ce film poursuit l'histoire de la série, bien que les créateurs aient indiqué qu'une nouvelle saison n'était pas encore exclue.